# Renata d'Asburgo-Teschen
Renata d'Asburgo-Teschen, (tedesco: Renata Marie Caroline Raineria Theresia Philomena Desideria Macaria) (Pola, 28 settembre 1888 – Balice, 16 maggio 1935), fu un'arciduchessa d'Austria del ramo Teschen della Casa d'Asburgo-Lorena.

## Biografia
Era la seconda figlia di Carlo Stefano d'Asburgo-Teschen, e di sua moglie, Maria Teresa d'Asburgo-Lorena. Entrambi i suoi genitori erano strettamente legati all'imperatore Francesco Giuseppe.
Suo padre era nipote dell'arciduca Carlo che aveva guidato l'esercito austriaco contro Napoleone Bonaparte ed era un fratello della regina Maria Cristina di Spagna. Sua madre era un nipote di Leopoldo II, l'ultimo granduca di Toscana. Dalla parte di sua madre, era una nipote del re Ferdinando II delle Due Sicilie.
Nacque a Pola, dove il padre era di stanza come un ufficiale di marina. Fu educata da insegnanti privati; studiò tedesco, italiano, inglese, francese e polacco.
Suo padre era molto ricco e la famiglia aveva una villa estiva nell'isola di Lussino, nel mare Adriatico, un palazzo a Vienna e uno yacht di lusso per le crociere estive. Nel 1895 suo padre ereditò dall'arciduca Alberto vaste proprietà in Galizia. Dal 1907 la residenza principale della famiglia era al castello di Żywiec, nella parte occidentale della Galizia (oggi Polonia), ma continuarono a trascorrere gli inverni in Istria.

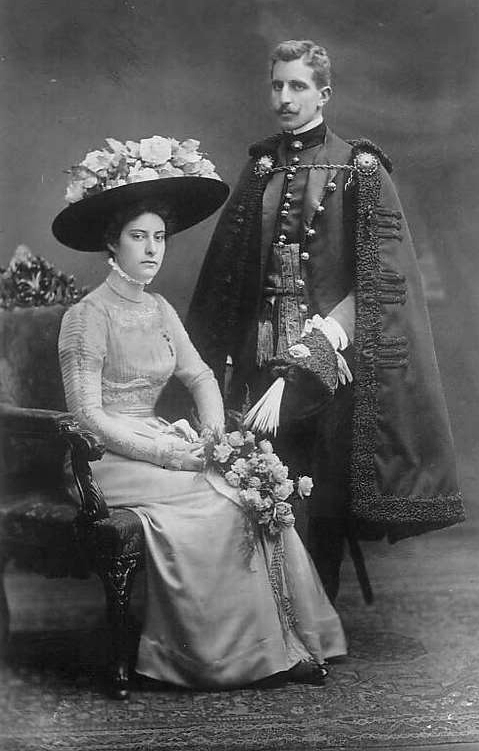
L'arciduchessa Renate e suo marito, 1909

## Matrimonio
L'arciduca Carlo Stefano mise da parte la sua carriera in marina e si concentrò le sue ambizioni nella creazione di una filiale polacca della casa d'Asburgo. Incoraggiò tutti i suoi figli a diventare polacchi e Renata finì per sposare uno dei più ricchi proprietari terrieri polacchi, il principe Hieronim Mikołaj Radziwiłł. Il loro fidanzamento è stato annunciato nel mese di settembre 1908. I Radziwiłł era una delle più distinte famiglie della Polonia, ma dal momento che non apparteneva a una famiglia regnante, Renata dovette rinunciare a tutti i suoi titoli e il trattamento di Altezza Imperiale e Reale. Firmarono un accordo prematrimoniale e la separazione dei beni.
Il matrimonio ebbe luogo il 15 gennaio 1909 nella cappella del castello di Żywiec.
Ebbero sei figli:
- Maria Teresa (19 gennaio 1910-1973);
- Domenico (23 gennaio 1911-19 novembre 1976), sposò in prime nozze la principessa Eugenia di Grecia e Danimarca[2][3][4], in seconde nozze Lida Bloodgood[5];
- Carlo Geronimo (3 maggio 1912-27 novembre 2005), sposò in prime nozze Maria Luisa de Alvear y Quirno, in seconde nozze Maria Teresa Soto y Alderete;
- Alberto (10 maggio 1914-23 giugno 1932);
- Eleonora Maria (2 agosto 1918), sposò in prime nozze il conte Benedikt Tyszkiewicz, in seconde nozze Roger de Froidcourt;
- Leone Geronimo (28 ottobre 1922-1973)[6][7].

## Morte
Con la sconfitta e la dissoluzione dell'Impero austro-ungarico, dopo la prima guerra mondiale, il destino della sua famiglia era ancora più strettamente legato alla Polonia. 
Morì il 16 maggio 1935 nel castello di Balice, in Polonia. Il marito la sopravvisse per dieci anni e si risposò. Verso la fine della seconda guerra mondiale, il principe Hieronim fu catturato dalle truppe russe e fu portato dietro la cortina di ferro. Morì in un campo di concentramento nel maggio 1945. Le proprietà della famiglia Radziwiłł andarono perdute.

## Ascendenza
|                                            |                              |                                             | Genitori                                |  |  | Nonni |  |  | Bisnonni                |  |  | Trisnonni                    |  |
|                                            |                              |                                             |                                         |  |  |       |  |  | Carlo d'Asburgo-Teschen |  |  | Leopoldo II d'Asburgo-Lorena |  |
|                                            |                              |                                             |                                         |  |  |       |  |  | Carlo d'Asburgo-Teschen |  |  | Leopoldo II d'Asburgo-Lorena |  |
|                                            |                              | Maria Luisa di Borbone-Spagna               |                                         |  |  |       |  |  | Carlo d'Asburgo-Teschen |  |  |                              |  |
| Carlo Ferdinando d'Asburgo-Teschen         |                              |                                             |                                         |  |  |       |  |  | Carlo d'Asburgo-Teschen |  |  |                              |  |
|                                            |                              | Enrichetta di Nassau-Weilburg               | Federico Guglielmo di Nassau-Weilburg   |  |  |       |  |  |                         |  |  |                              |  |
|                                            |                              | Enrichetta di Nassau-Weilburg               | Federico Guglielmo di Nassau-Weilburg   |  |  |       |  |  |                         |  |  |                              |  |
|                                            |                              | Enrichetta di Nassau-Weilburg               | Luisa Isabella di Kirchberg             |  |  |       |  |  |                         |  |  |                              |  |
| Carlo Stefano d'Asburgo-Teschen            |                              | Enrichetta di Nassau-Weilburg               |                                         |  |  |       |  |  |                         |  |  |                              |  |
|                                            |                              | Federico Guglielmo di Nassau-Weilburg       | Carlo Cristiano di Nassau-Weilburg      |  |  |       |  |  |                         |  |  |                              |  |
|                                            |                              | Federico Guglielmo di Nassau-Weilburg       | Carlo Cristiano di Nassau-Weilburg      |  |  |       |  |  |                         |  |  |                              |  |
|                                            |                              | Federico Guglielmo di Nassau-Weilburg       | Maria Luisa di Borbone-Spagna           |  |  |       |  |  |                         |  |  |                              |  |
| Enrichetta di Nassau-Weilburg              |                              | Federico Guglielmo di Nassau-Weilburg       |                                         |  |  |       |  |  |                         |  |  |                              |  |
|                                            |                              | Luisa Isabella di Kirchberg                 | Guglielmo Giorgio di Kirchberg          |  |  |       |  |  |                         |  |  |                              |  |
|                                            |                              | Luisa Isabella di Kirchberg                 | Guglielmo Giorgio di Kirchberg          |  |  |       |  |  |                         |  |  |                              |  |
|                                            |                              | Luisa Isabella di Kirchberg                 | Isabella Augusta di Reuss-Greiz         |  |  |       |  |  |                         |  |  |                              |  |
| Renata d'Asburgo-Teschen                   |                              | Luisa Isabella di Kirchberg                 |                                         |  |  |       |  |  |                         |  |  |                              |  |
|                                            | Leopoldo II d'Asburgo-Lorena | Francesco I di Lorena                       |                                         |  |  |       |  |  |                         |  |  |                              |  |
|                                            | Leopoldo II d'Asburgo-Lorena | Francesco I di Lorena                       |                                         |  |  |       |  |  |                         |  |  |                              |  |
|                                            | Leopoldo II d'Asburgo-Lorena | Maria Teresa d'Austria                      |                                         |  |  |       |  |  |                         |  |  |                              |  |
| Giuseppe Antonio Giovanni d'Asburgo-Lorena | Leopoldo II d'Asburgo-Lorena |                                             |                                         |  |  |       |  |  |                         |  |  |                              |  |
|                                            |                              | Maria Luisa di Borbone-Spagna               | Carlo III di Spagna                     |  |  |       |  |  |                         |  |  |                              |  |
|                                            |                              | Maria Luisa di Borbone-Spagna               | Carlo III di Spagna                     |  |  |       |  |  |                         |  |  |                              |  |
|                                            |                              | Maria Luisa di Borbone-Spagna               | Maria Amalia di Sassonia                |  |  |       |  |  |                         |  |  |                              |  |
| Elisabetta Francesca d'Asburgo-Lorena      |                              | Maria Luisa di Borbone-Spagna               |                                         |  |  |       |  |  |                         |  |  |                              |  |
|                                            |                              | Ludovico Federico Alessandro di Württemberg | Federico II Eugenio di Württemberg      |  |  |       |  |  |                         |  |  |                              |  |
|                                            |                              | Ludovico Federico Alessandro di Württemberg | Federico II Eugenio di Württemberg      |  |  |       |  |  |                         |  |  |                              |  |
|                                            |                              | Ludovico Federico Alessandro di Württemberg | Federica Dorotea di Brandeburgo-Schwedt |  |  |       |  |  |                         |  |  |                              |  |
| Maria Dorotea di Württemberg               |                              | Ludovico Federico Alessandro di Württemberg |                                         |  |  |       |  |  |                         |  |  |                              |  |
|                                            |                              | Enrichetta di Nassau-Weilburg               | Carlo Cristiano di Nassau-Weilburg      |  |  |       |  |  |                         |  |  |                              |  |
|                                            |                              | Enrichetta di Nassau-Weilburg               | Carlo Cristiano di Nassau-Weilburg      |  |  |       |  |  |                         |  |  |                              |  |
|                                            |                              | Enrichetta di Nassau-Weilburg               | Carolina d'Orange-Nassau                |  |  |       |  |  |                         |  |  |                              |  |
|                                            |                              | Enrichetta di Nassau-Weilburg               |                                         |  |  |       |  |  |                         |  |  |                              |  |